# Дуб черешчатий (Полтава, Шевченка)
Дуб черешчатий — ботанічна пам'ятка природи місцевого значення в Україні. Розташована в місті Полтаві, на розі вулиць Шевченка і Садова.
Площа — 0,02 га. Статус присвоєно згідно з рішенням облвиконкому від 22.07.1969 року № 329. Перебуває у віданні Головного управління Державної казначейської служби України у Полтавській області.
Статус присвоєно для збереження вікового екземпляра дуба звичайного (Quercus robur) віком близько 250 років. За іншими джерелами вік дерева 450—500 років, і воно вважається найстаршим у місті. Обхват на висоті 1,3 м у 1965 році становив 416 см; у 1992 році — 485 см; у 2021 році — 544 см. Висота дерева 25 метрів.
Описаний у «Інвентаризаційному описі дубів» 1965—1968 років члена міського товариства охорони природи Степана Пащенка.

## Галерея

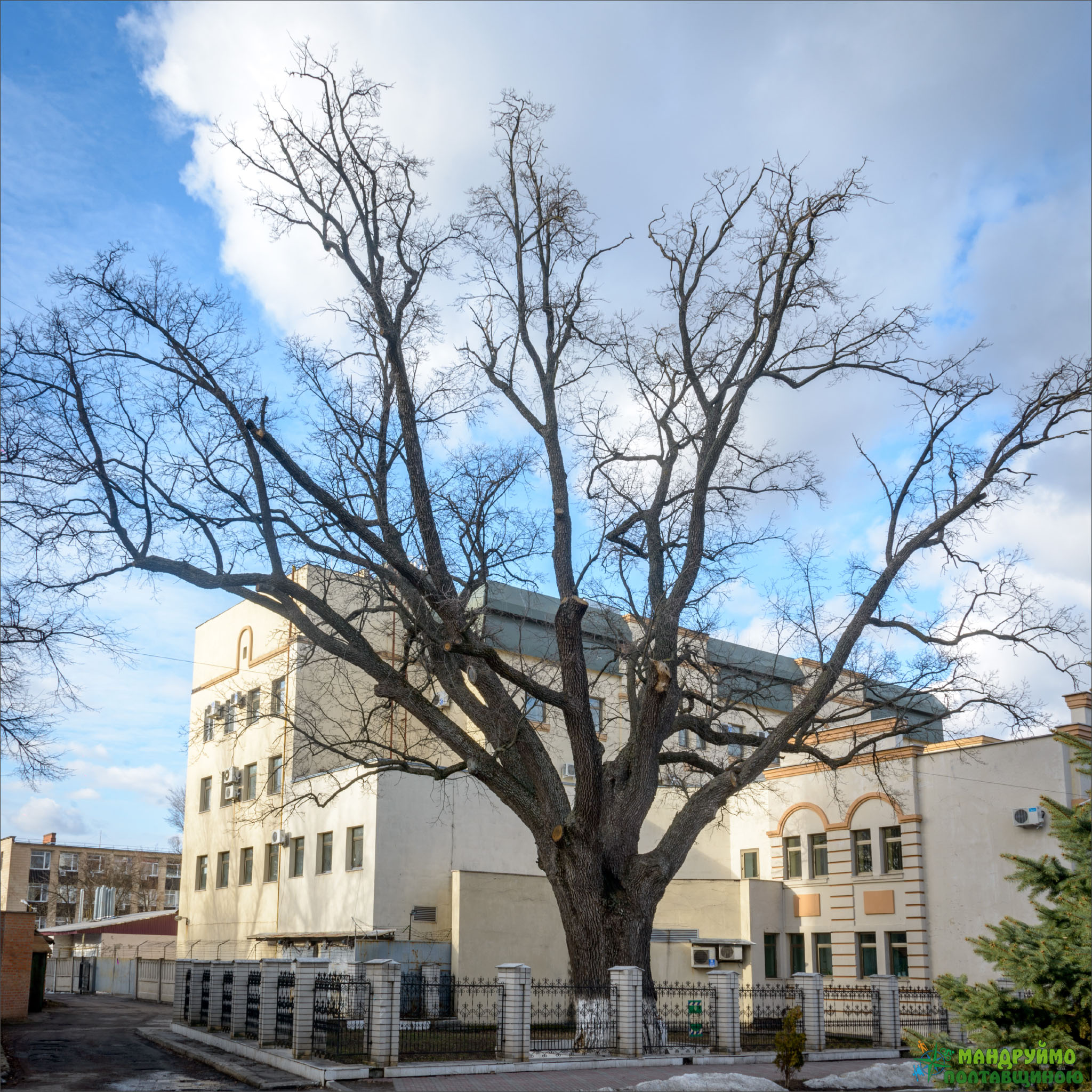
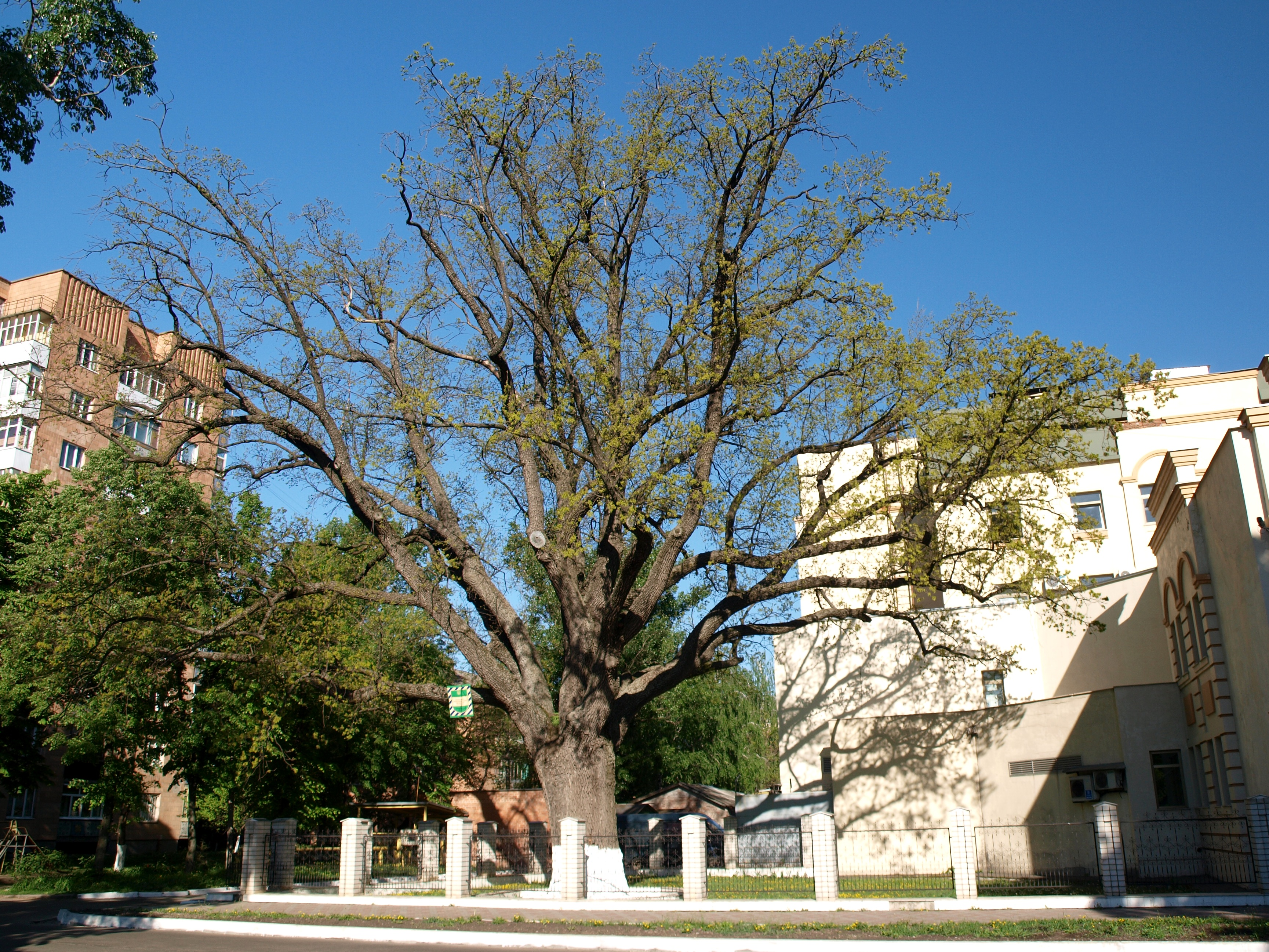
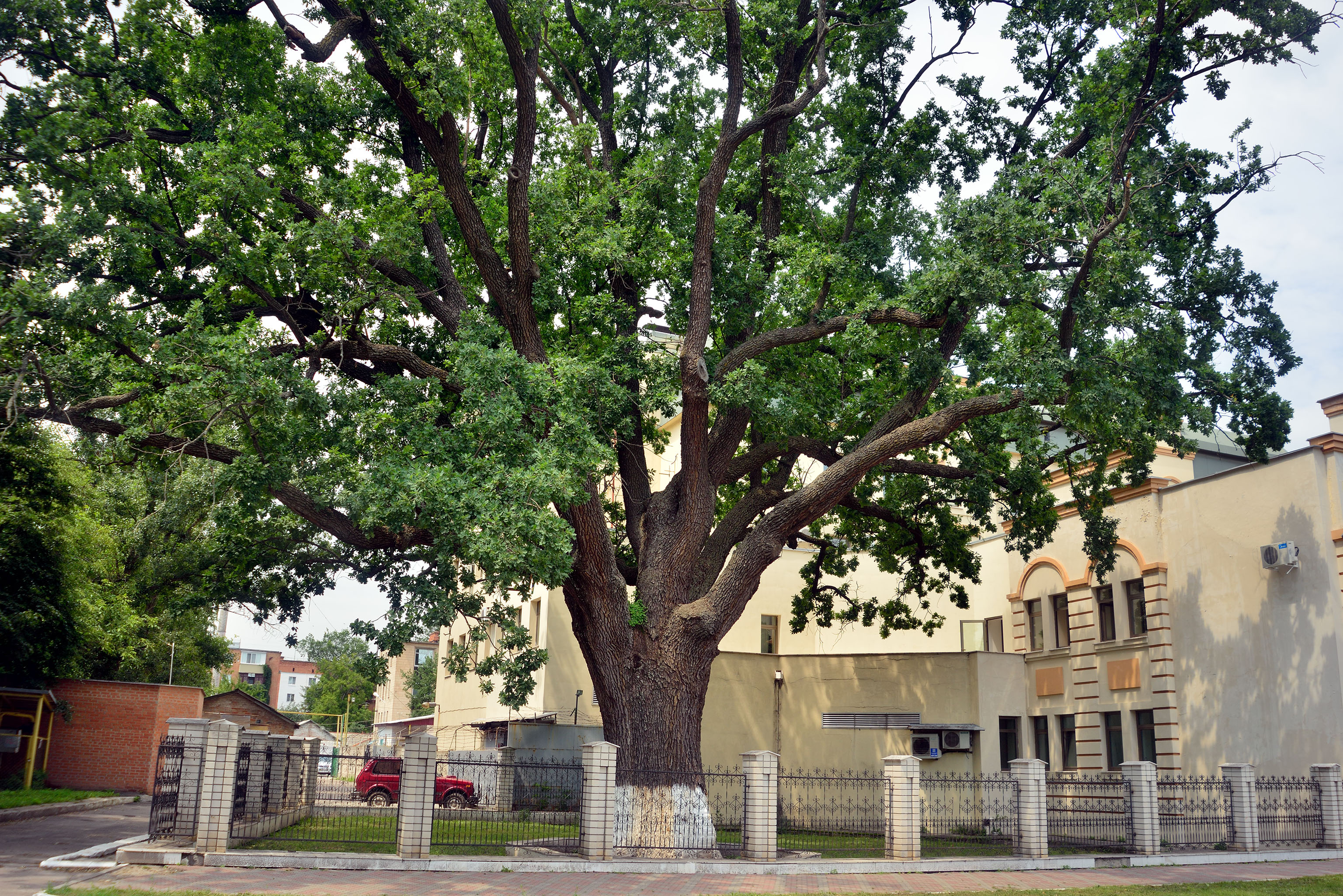
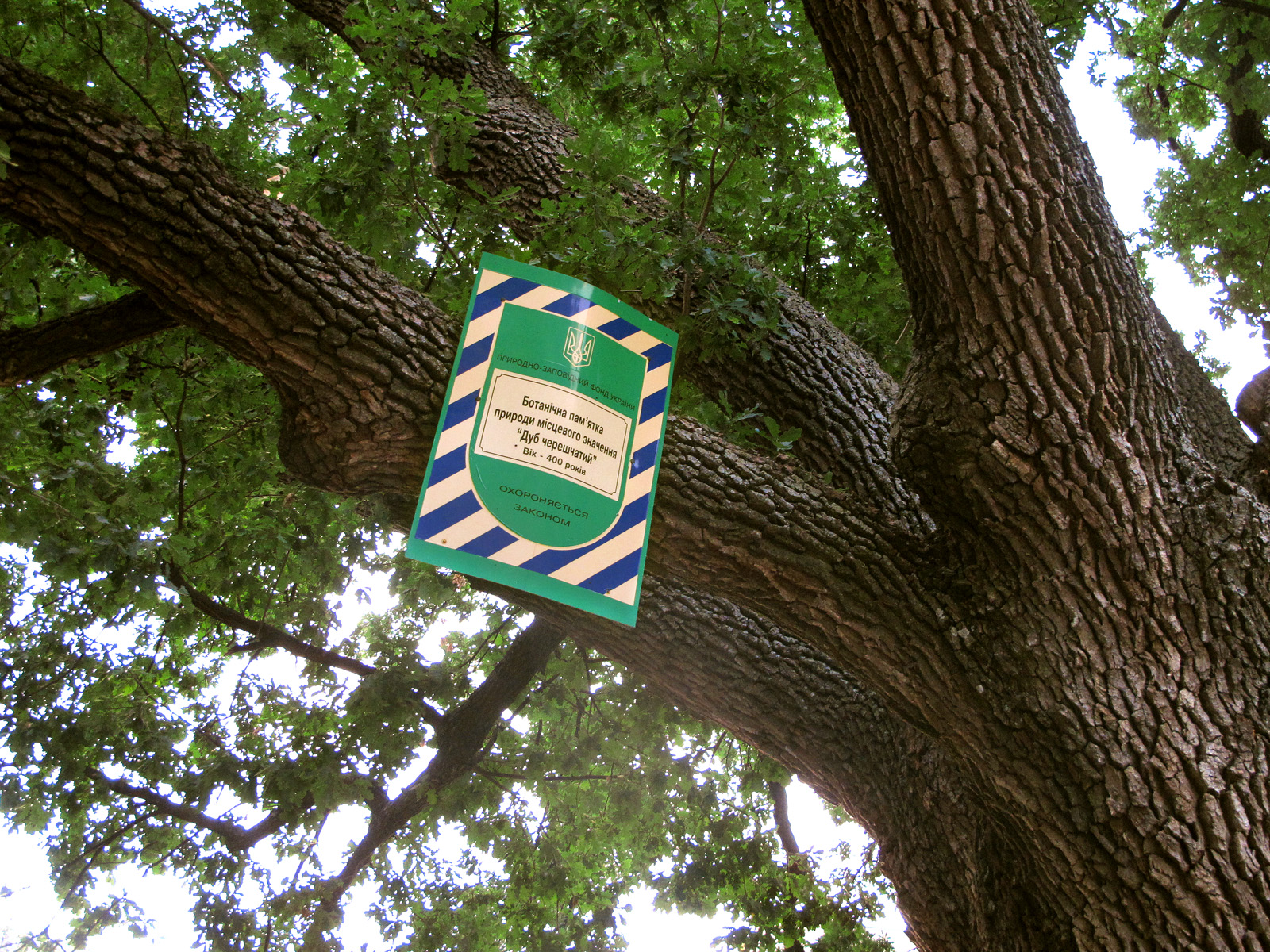
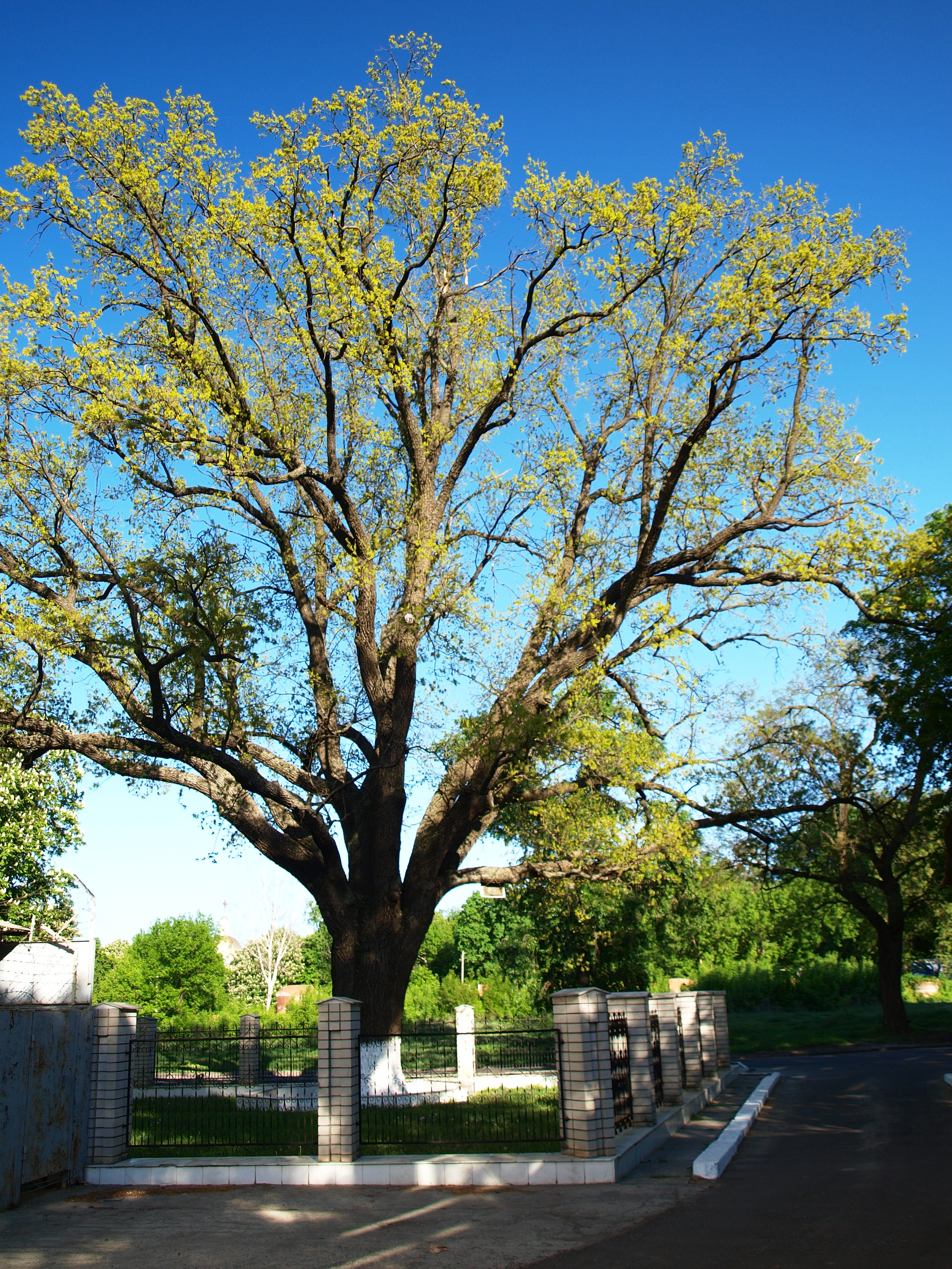
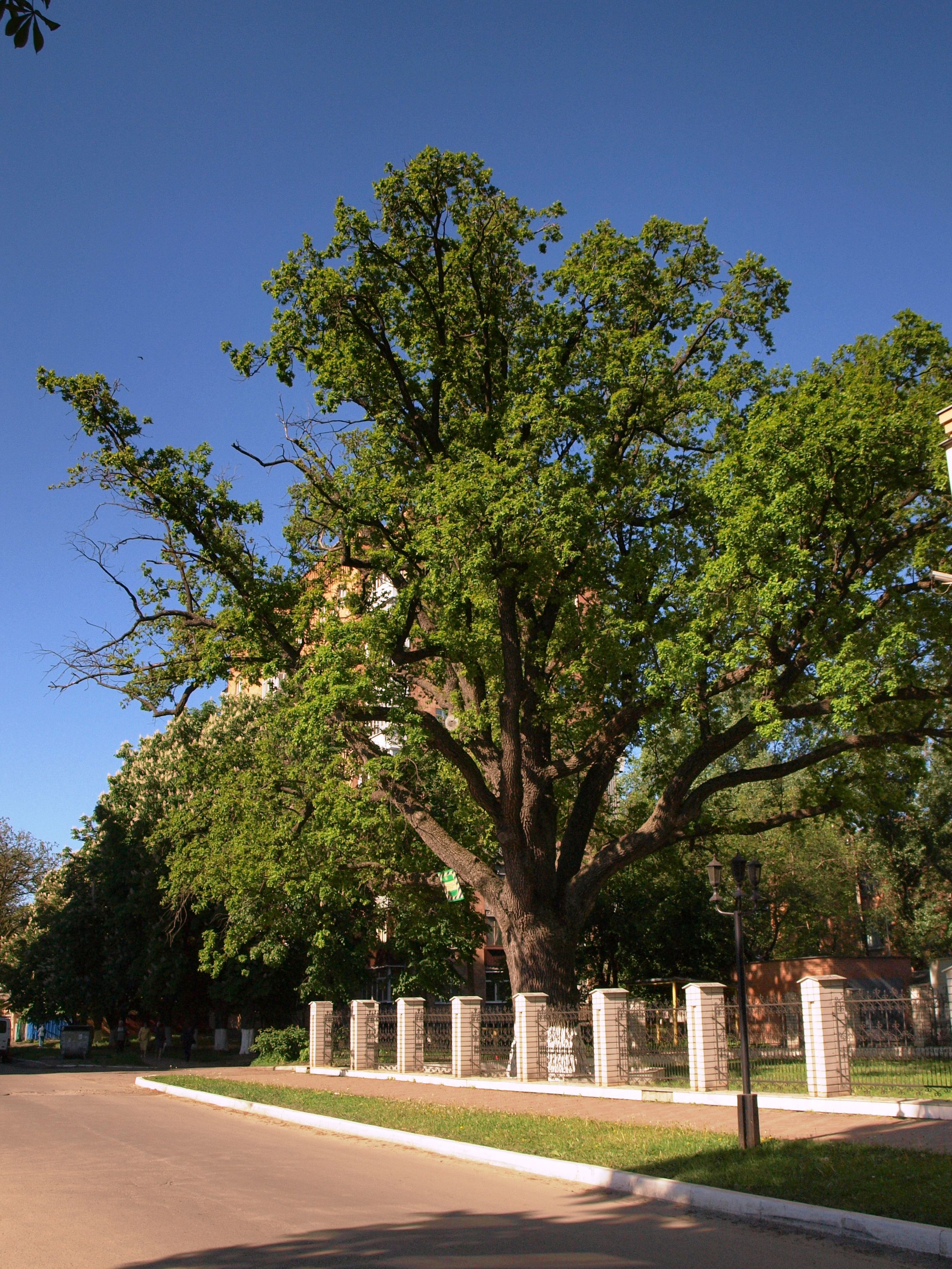
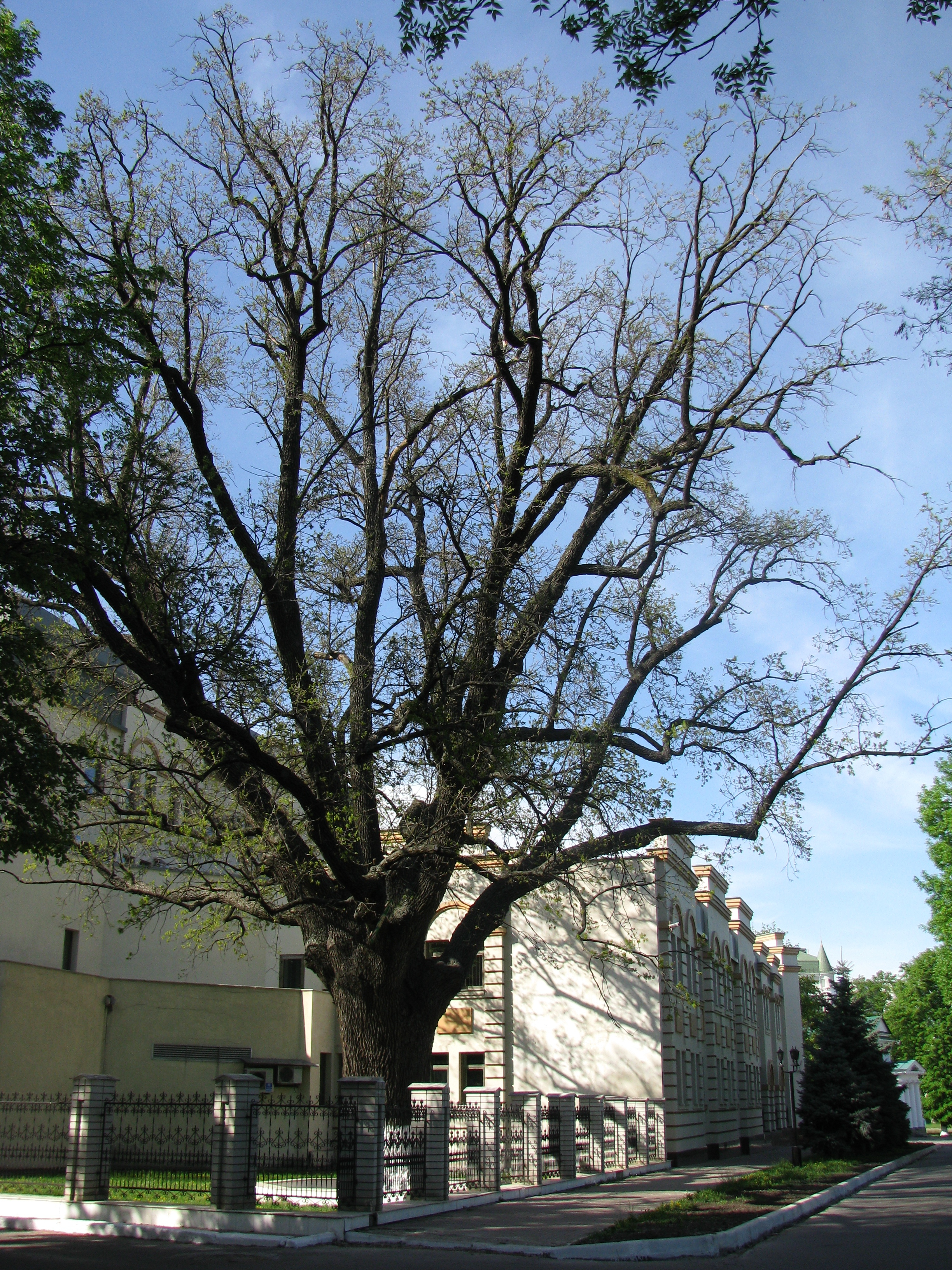
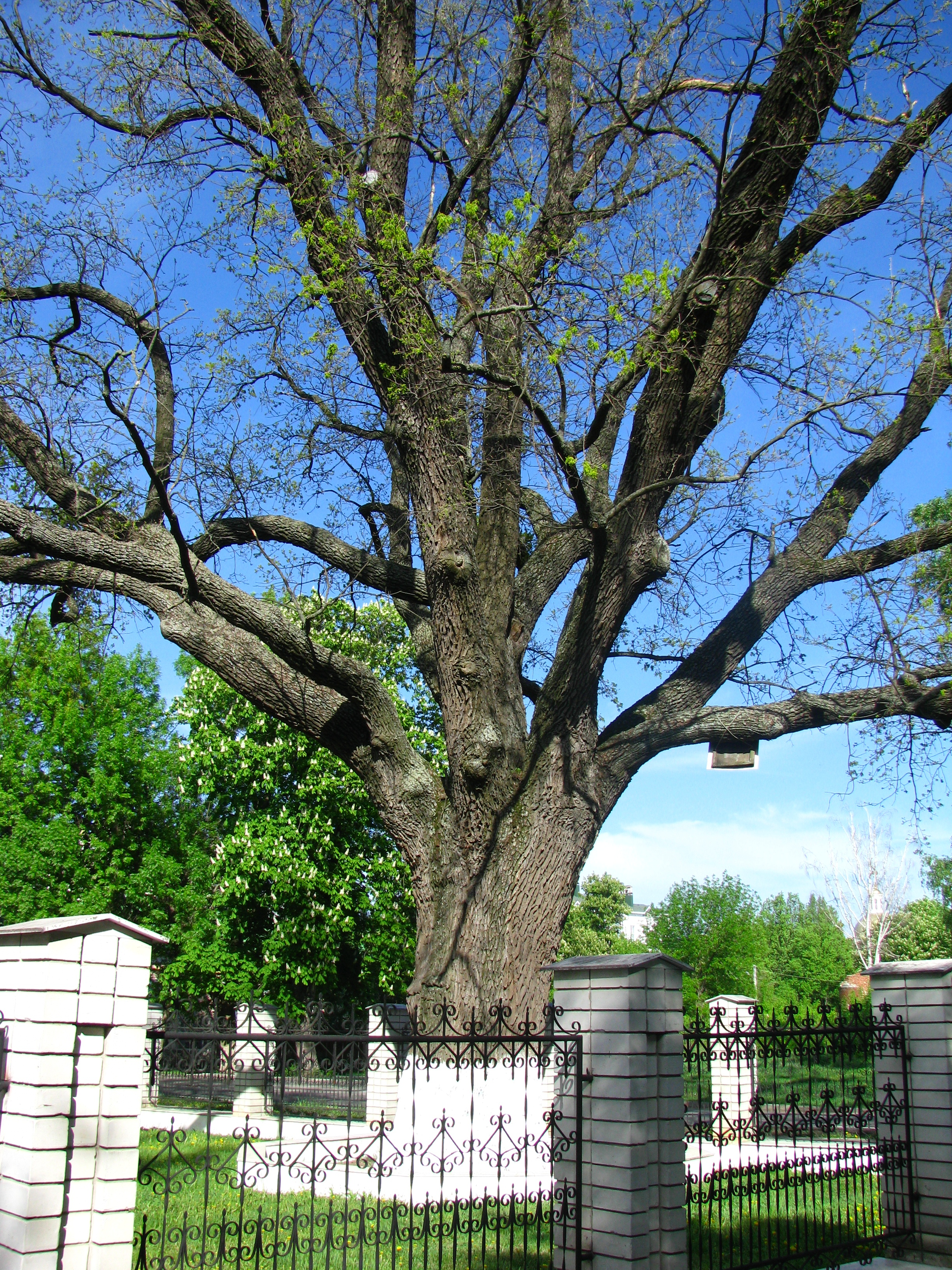